# Claffenbrunnenbächle (Landschaftsschutzgebiet)
Das Gebiet Claffenbrunnenbächle ist ein vom Landratsamt Karlsruhe durch Verordnung vom 5. August 1986 ausgewiesenes Landschaftsschutzgebiet auf dem Gebiet der Gemeinde Zaisenhausen im Landkreis Karlsruhe.

## Lage und Beschreibung
Das 46,5 ha große Landschaftsschutzgebiet liegt nördlich von Zaisenhausen im Tal des Claffenbrunnenbächles (ein Zufluss des Kohlbachs). Es liegt im Naturraum Kraichgau innerhalb der naturräumlichen Haupteinheit Neckar- und Tauber-Gäuplatten. Im Norden grenzt das Landschaftsschutzgebiet Kraichgau unmittelbar an.
Im Norden des Gebiets befindet sich ein größeres Waldstück, der Rest ist überwiegend durch eine strukturreiche Kulturlandschaft mit Magerwiesen, Streuobstwiesen, Feuchtbiotopen, Feldgehölzen und dem durch einen Galerieauwald begleiteten Lauf des Claffenbrunnenbächles bestimmt.

## Schutzzweck
Wesentlicher Schutzzweck des Landschaftsschutzgebietes ist laut Schutzgebietsverordnung „die Erhaltung 
1. der Aue des Claffenbrunnenbächle als Grundwasseranreicherungsgebiet mit dessen vielfältig ausgeprägten Wiesen (Feucht- und Fettwiesen, Seggenriede, Röhrichte), und der möglichen Rückwandlung der an den Bach grenzenden Äcker in Wiesen insbesondere im Hinblick auf die Sicherung der Leistungsfähigkeit des Naturhaushaltes, speziell des Wasserhaushaltes,
2. der vorhandenen Ufergehölze des Claffenbrunnenbächle und deren Entwicklung zum standortgerechten Bach-Erlen-Eschenwald,
3. der durch Stufenraine gegliederten Landschaft samt ihrem vor allem aus Hecken bestehenden Bewuchs als biologische Zellen und Refugien der für die Ausgewogenheit des Naturhaushaltes bedeutsamen Tierwelt,
4. der mit Hochstämmen bewachsenen Streuobstwiesen,
5. eines buchenreichen Eichen-Hainbuchenwaldes im Gemeindewald Naßenhard als eines charakteristischen Waldtyps dieser Landschaft,
6. der Altbäume im Gemeindewald Naßenhardt,

die in ihrem Verbund eine reichhaltige kraichgautypische Kulturlandschaft ausmachen und inmitten einer strukturarmen Agrarlandschaft die Verwirklichung aller Schutzziele eines Landschaftsschutzgebietes ermöglichen.“